# Vapnö församling
Vapnö församling var en församling i  Göteborgs stift i Halmstads kommun. Församlingen uppgick 2006 i Söndrum-Vapnö församling.
Församlingskyrka var Vapnö kyrka.

## Administrativ historik
Församlingen har medeltida ursprung. Församlingen var till 2010 annexförsamling i pastoratet Söndrum och Vapnö. Församlingen uppgick 2006 i Söndrum-Vapnö församling.
Församlingskod var 138010